# Kaden Hopkins
Kaden Hopkins (Hamilton, 24 maart 2000) is een Bermudaans wielrenner.

## Carrière
Op 15-jarige leeftijd won Hopkins het nationale kampioenschap op de weg voor junioren. Twee jaar later, in 2017, nam hij in diezelfde categorie deel aan het wereldkampioenschap, waar hij in de tijdrit op plek 53 eindigde en de wegwedstrijd niet uitreed.
In 2019, zijn eerste jaar als belofterenner, won Hopkins het nationale kampioenschap tijdrijden in zijn categorie. In november van dat jaar werd hij Caribisch kampioen tijdrijden bij de eliterenners, voor Abner González en Hasani Hennis. In 2020 voegde hij een nationale tijdrittitel bij de eliterenners toe aan zijn erelijst. In 2022 nam Hopkins deel aan de Gemenebestspelen, het wereldkampioenschap (bij de beloften) en de Caribische kampioenschappen. Op dat laatste toernooi won hij voor de tweede maal goud in de tijdrit.
In 2023 maakte Hopkins de overstap naar de Franse amateurploeg Vendée U Pays de la Loire. Namens die ploeg won hij in augustus van dat jaar twee etappes in de Ronde van Guadeloupe. Eerder dat jaar had hij de dubbel gepakt tijdens de nationale kampioenschappen: zowel in de tijdrit als in de wegwedstrijd was hij de beste. In 2024 verdedigde hij beide titels met succes en won hij wederom twee etappes (en ditmaal ook het puntenklassement) in de Ronde van Guadeloupe. Op de Pan-Amerikaanse kampioenschappen werd hij vierde in de tijdrit en zesde in de wegwedstrijd. Op het wereldkampioenschap eindigde hij op plek 32 in de tijdrit en reed hij de wegwedstrijd niet uit.

## Overwinningen
2015
 Bermudaans kampioen op de weg, Junioren
2019
 Bermudaans kampioen tijdrijden, Beloften
Caribisch kampioen tijdrijden, Elite
2020
 Bermudaans kampioen tijdrijden, Elite
2021
 Bermudaans kampioen tijdrijden, Beloften
2022
Caribisch kampioen tijdrijden, Elite
2023
 Bermudaans kampioen tijdrijden, Elite
 Bermudaans kampioen op de weg, Elite
2e en 8e etappe Ronde van Guadeloupe
2024
 Bermudaans kampioen tijdrijden, Elite
 Bermudaans kampioen op de weg, Elite
3e en 9e etappe Ronde van Guadeloupe
Puntenklassement Ronde van Guadeloupe
2025
Proloog Ronde van Guadeloupe

## Resultaten in voornaamste wedstrijden
|      | \| Jaar \| \| WK op de weg \| \| ---- \| \| ------------ \| \| 2024 \| \| opgave \| |              |
| Jaar |                                                                                     | WK op de weg |
| 2024 |                                                                                     | opgave       |